# Parálövletare
Parálövletare (Automolus paraensis) är en fågel i familjen ugnfåglar inom ordningen tättingar.

## Utbredning och status
Arten förekommer i Brasilien söder om Amazonfloden (från Rio Madeira till Rio Tocantins). IUCN kategoriserar den som livskraftig.

## Namn
Pará är en delstat i norra Brasilien, på gränsen till Guyana och Surinam.